# Landhaus Walter

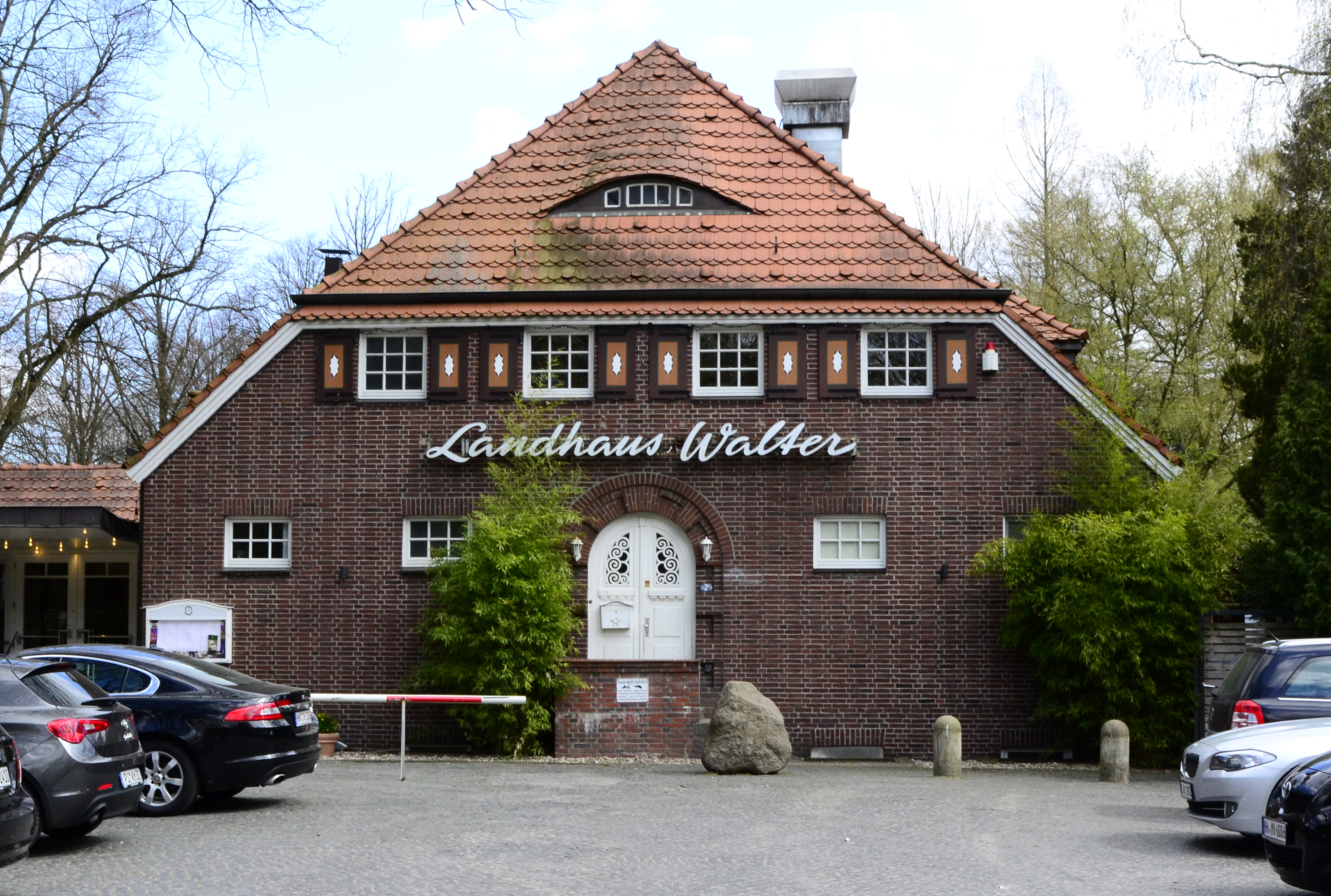
Vorderseite des Landhaus Walter

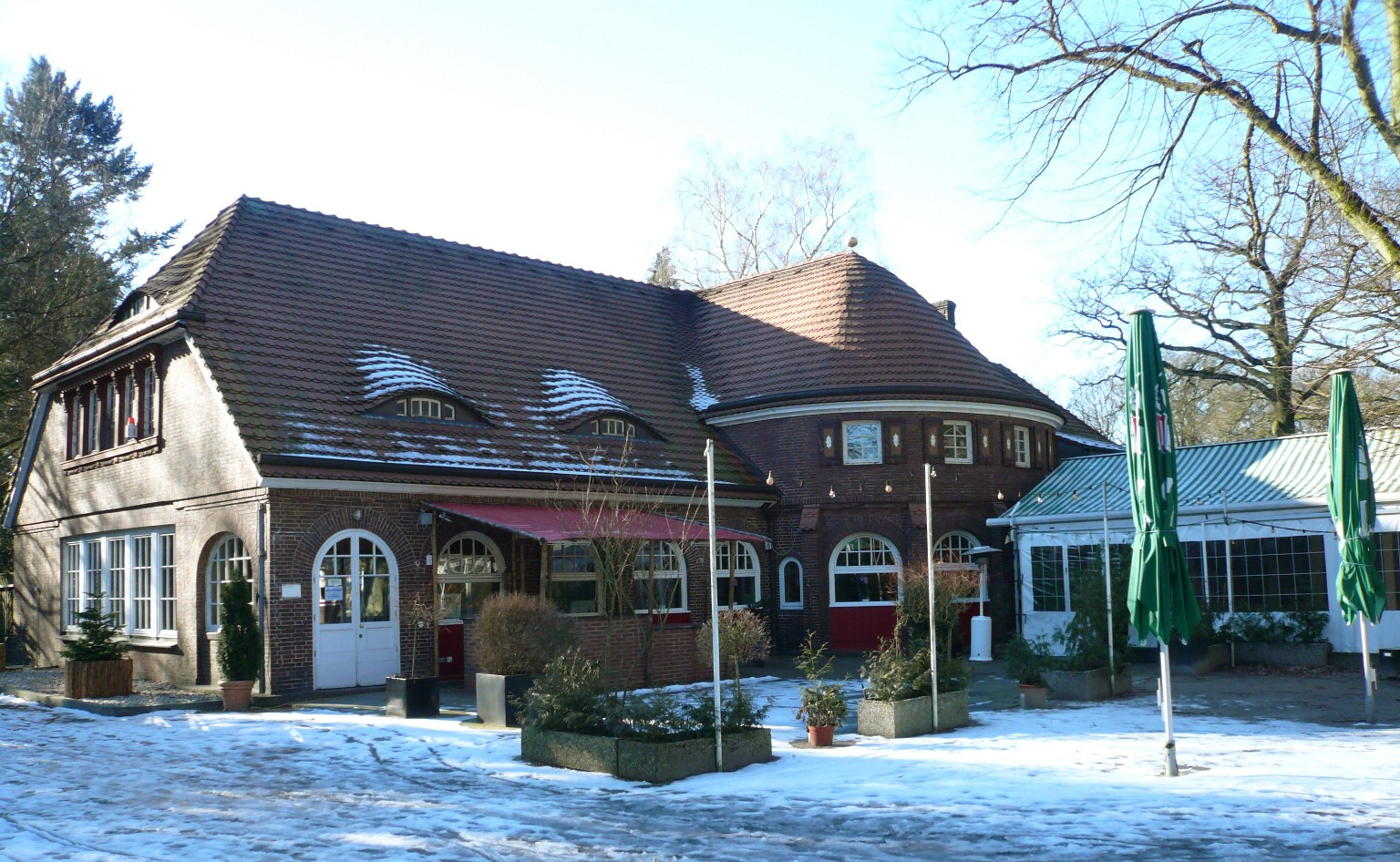
Rückseitige Ansicht (Februar 2009)

Das Landhaus Walter ist ein denkmalgeschütztes Gebäude im Hamburger Stadtpark.

## Beschreibung und Geschichte
Das Landhaus steht im südwestlichen Abschnitt des Hamburger Stadtparks in Hamburg-Winterhude östlich der Otto-Wels-Straße. Das Gebäude hat einen niedrigen Baukörper und ein Krüppelwalmdach, das mit Biberschwanzziegeln gedeckt ist. Die Architektur hat einen ländlichen Charakter mit traditionalistischen Motiven, zum Beispiel Fledermausgauben und Sprossenfenster mit Klappläden. 
Das 1914/15 nach Plänen von Fritz Schumacher erbaute Landhaus erhielt vermutlich um 1930 einen Anbau; ebenso wurden die bis dahin offenen Arkaden mit Fenstern verschlossen, was einen Betrieb der Gastwirtschaft auch in kälteren Jahreszeiten erlaubte.
Vor dem Gebäude, das heute noch für gastronomische Zwecke genutzt wird, steht ein 1916 erbauter Brunnen mit der Skulptur „Junge mit Enten“.